# Nowohredniewe
Nowohredniewe (ukr. Новогреднєве) – wieś na Ukrainie, w obwodzie chersońskim, w rejonie berysławskim. W 2001 liczyła 215 mieszkańców, spośród których 210 posługiwało się językiem ukraińskim, 4 rosyjskim, a 1 białoruskim.